# Groote Boompolder
De Groote Boompolder is een polder ten noordwesten van Sint Kruis, behorend tot de polders rond Aardenburg.
Een grotere polder werd in 1657 bedijkt als Boompolder, maar geïnundeerd in 1672. Een deel ervan werd reeds in hetzelfde jaar herdijkt als Kleine Boompolder, en een groter deel volgde in 1698. Dit werd de Groote Boompolder.
In de polder ligt de Sint Kruiskreek en heeft een oppervlakte van 412 ha.
De zuidoostpunt van de polder grenst aan de kom van Sint Kruis. De polder wordt begrensd door de Sint-Pietersdijk, de Grote Boomdijk en de Kleine Boomdijk. Hoeven in deze polder hebben namen als: Bouwmanslust, De Tolhoeve, Zwarte Sluis en  's-Gravenhoek.